# أولاد اصبيح
 أولاد اصبيح (بالإنجليزية: OULAD SBIH)‏ هي جماعة قروية تابعة لإقليم قلعة السراغنة ضمن جهة مراكش تانسيفت الحوز بالمغرب. بلغ مجموع عدد سكان  أولاد اصبيح حسب إحصاءات 2004 حوالي 6131 نسمة يعيشون في 970أسرة.

## إحصاء عام
| السنة | عدد السكان | عدد الأسر | عدد الأجانب |
| ----- | ---------- | --------- | ----------- |
| 1994  | 5375       | 770       | 0           |
| 2004  | 6131       | 970       | 0           |

## دواوير الجماعة
أولاد حشاد و أولاد حمزة و أولاد علي